# Коряковка (Павлодарская область)
Коряковка (каз. Коряковка) — село в Павлодарском районе Павлодарской области Казахстана. Входит в состав Зангарского сельского округа. Расположено примерно в 17 км к северо-востоку от Павлодара на берегу солёного озера Коряковка. Код КАТО — 556043400.

## Население
В 1999 году население села составляло 195 человек (107 мужчин и 88 женщин). По данным переписи 2009 года, в селе проживало 176 человек (87 мужчин и 89 женщин).